# Первомайское (Стерлитамакский район)
Первома́йское (баш. Первомайский) — село в Стерлитамакском районе Башкортостана. Административный центр Первомайского сельсовета.

## Географическое положение
Расстояние до:
- районного центра (Стерлитамак): 67 км,
- ближайшей ж/д станции (Стерлитамак): 68 км.

## История
В 1993 году посёлку Центральной усадьбы совхоза присвоено наименование село Первомайское.

## Население
| 2002 | 2009 | 2010 |
| ---- | ---- | ---- |
| 977  | ↗986 | ↘918 |

### Национальный состав
Согласно переписи 2002 года, преобладающие национальности — русские (29 %), татары (29 %).

## Улицы
| - ул. Дружбы, - ул. Ленина, - ул. Лермонтова, | - ул. Молодёжная, - ул. Полевая, - ул. Садовая, | - ул. Степная, - ул. Химиков, - ул. Школьная. |